# Рило-пирински партизански отряд
Рило-пирински партизански отряд е подразделение на Първа Софийска въстаническа оперативна зона на НОВА по време на партизанското движение в България (1941-1944). Действа в района на Дупница.
Рило-пиринския партизански отряд е формиран в началото на август 1944 г. с обединението на Дупнишкия партизански отряд, Горноджумайския партизански отред „Никола Калъпчиев“ и Партизанския отряд „Никола Парапунов“. Състои се от около 350 партизани, без да се считат останалите в предишните райони на действие. Командир на отряда е Васил Демиревски, политкомисар Кръстьо Стойчев.
На 24 август 1944 г. провежда една от най-големите партизански акции в България – Жабокрекската.
На 9 септември 1944 установява властта на ОФ в гр. Разлог.